# Don Airey
Donald Smith "Don" Airey (født 21. juni 1948) har været keyboardspiller i rockbandet Deep Purple siden 2002, efter at Jon Lord gik på pension.